# Aida Shanayeva
Aida Vladimirovna Shanayeva (en russe : Аида Владимировна Шанаева), née le 23 avril 1986 à Vladikavkaz, est une escrimeuse russe pratiquant le fleuret.

## Carrière
Après avoir été une excellente tireuse dans les catégories de jeunes, une 5e place aux championnats du monde junior de 2006 et une 6e à ceux de 2005 et 2004, Aïda Shanaïeva monte petit à petit en puissance au niveau senior. Son premier grand résultat est une place de finaliste aux championnats du monde d’escrime 2006 à Turin avec une 8e place. Elle termine ensuite à la 5e place des championnats d'Europe à Plovdiv en 2009 avant de s'offrir le titre mondial (après sa victoire en finale à la mort subite sur la Coréenne Jeon Hee-sook) lors des championnats du monde d'escrime 2009 à Antalya.

## Palmarès
- Jeux olympiques d'été
  -  Médaille d'or par équipe aux Jeux olympiques de 2008 à Pékin
  -  Médaille d'argent par équipe aux Jeux olympiques de 2012 à Londres

- Championnats du monde
  -  Médaille d'or en individuel aux championnats du monde 2009 à Antalya
  -  Médaille d'or par équipes aux championnats du monde 2016 à Rio de Janeiro
  -  Médaille d'or par équipes aux championnats du monde 2011 à Catane
  -  Médaille d'or par équipes aux championnats du monde 2006 à Turin
  -  Médaille d'argent aux championnnats dh monde 2015 à Moscou
  -  Médaille d'argent par équipes aux championnats du monde 2015 à Moscou
  -  Médaille d'argent par équipes aux championnats du monde 2009 à Antalya
  -  Médaille d'argent par équipes aux championnats du monde 2007 à Saint-Pétersbourg

- Championnats d'Europe
  -  Médaille d'or par équipes en championnats d'Europe 2016 à Toruń
  -  Médaille d'or par équipes aux championnats d'Europe 2008 à Kiev
  -  Médaille d'argent en individuel aux championnats d'Europe 2016 à Toruń
  -  Médaille d'argent par équipes aux championnats d'Europe 2015 à Montreux
  -  Médaille d'argent par équipes aux championnats d'Europe 2011 à Sheffield
  -  Médaille d'argent par équipes aux championnats d'Europe 2009 à Plovdiv
  -  Médaille d'argent par équipes aux championnats d'Europe 2007 à Gand
  -  Médaille de bronze par équipes aux championnats d'Europe 2012 à Legnano
  -  Médaille de bronze par équipes aux championnats d'Europe 2010 à Leipzig

- Épreuves de coupe du monde
  -  Médaille d'or en individuel à la coupe du monde de Belgrade sur la saison 2007-2008